# Thomas Stafford Williams
Thomas Stafford Williams (Wellington, 20 marzo 1930 – Waikanae, 22 dicembre 2023) è stato un cardinale e arcivescovo cattolico neozelandese.

## Biografia
Thomas Stafford Williams è nato il 20 marzo 1930 nella capitale Wellington, omonima regione ed arcidiocesi, nella parte centrale dell'allora Dominion della Nuova Zelanda (oggi Nuova Zelanda).
Ha ricevuto l'ordinazione sacerdotale il 20 dicembre 1959 a Roma, per imposizione delle mani del cardinale Krikor Bedros XV Aghagianian, patriarca di Cilicia degli Armeni e pro-prefetto della Congregazione di Propaganda Fide; si è incardinato, ventinovenne, come presbitero dell'arcidiocesi di Wellington.

### Ministero episcopale
Il 30 ottobre 1979 papa Giovanni Paolo II lo ha nominato, quarantanovenne, arcivescovo metropolita di Wellington; è succeduto al cardinale Reginald John Delargey, deceduto il 29 gennaio precedente all'età di soli sessantaquattro anni. Ha ricevuto la consacrazione episcopale il 20 dicembre seguente, presso la chiesa di Santa Maria degli Angeli a Wellington, per imposizione delle mani di Owen Noel Snedden, vescovo titolare di Acheloo e vicario castrense per la Nuova Zelanda, assistito dai co-consacranti John Patrick Kavanagh, vescovo di Dunedin, e Petero Mataca, arcivescovo metropolita di Suva. Ha preso possesso dell'arcidiocesi durante una cerimonia successiva svoltasi presso la Cattedrale del Sacro Cuore a Wellington. Come suo motto episcopale il neo arcivescovo Williams ha scelto Unity in Christ, che tradotto vuol dire "Unità in Cristo".
Nel 1980 è stato eletto presidente della Conferenza Episcopale della Nuova Zelanda, succedendo a monsignor Kavanagh; ha ricoperto tale incarico per otto anni, venendo sostituito nel 1988 da Edward Russell Gaines, vescovo di Hamilton ed ordinario militare per la Nuova Zelanda.

### Cardinalato
Il 5 gennaio 1983, al termine dell'udienza generale del mercoledì, papa Giovanni Paolo II ha annunciato la sua creazione a cardinale nel concistoro del 2 febbraio seguente; cinquantaduenne, è stato il terzo neozelandese a ricevere la porpora cardinalizia dopo i suoi diretti predecessori Peter Thomas McKeefry e Reginald John Delargey. Durante la cerimonia, svoltasi presso la basilica di San Pietro in Vaticano, gli sono stati conferiti la berretta, l'anello cardinalizio ed il titolo presbiterale di Gesù Divin Maestro alla Pineta Sacchetti, vacante dal 10 agosto 1979, giorno della morte del cardinale statunitense John Joseph Wright, prefetto della Congregazione per il clero e primo titolare. Ha preso possesso della sua chiesa titolare in una celebrazione successiva.
Nel 1992 è stato eletto 1º presidente della Federazione delle Conferenze dei Vescovi Cattolici dell'Oceania, che riunisce le conferenze episcopali di Australia, Nuova Zelanda, Papua Nuova Guinea, Isole Salomone e Pacifico; ha ricoperto tale incarico per sette anni, fino a quando nel 1999 gli è succeduto Soane Lilo Foliaki, S.M., vescovo di Tonga.
Il 1º giugno 1995 papa Giovanni Paolo II lo ha nominato, sessantacinquenne, anche ordinario militare per la Nuova Zelanda; è succeduto ad Edward Russell Gaines, deceduto il 6 settembre 1994 all'età di sessantasette anni.
Il 21 marzo 2005 papa Giovanni Paolo II ha accettato la sua rinuncia dal governo pastorale dell'arcidiocesi di Wellington dopo ventisei anni per raggiunti limiti d'età, ai sensi del can. 401 § 1 del Codice di diritto canonico, divenendone arcivescovo emerito il giorno dopo aver compiuto settantacinque anni; contestualmente gli è succeduto il cinquantaseienne John Atcherley Dew, fino ad allora arcivescovo coadiutore della medesima arcidiocesi. Il 1º aprile seguente si è anche dimesso dall'incarico di ordinario militare, venendo anche in questo succeduto da monsignor Dew.
Dopo la morte di papa Giovanni Paolo II, ha preso parte al conclave del 2005, che si è concluso con l'elezione al soglio pontificio del cardinale Joseph Ratzinger, prefetto della Congregazione per la dottrina della fede, con il nome di Benedetto XVI.
Il 20 marzo 2010, al compimento dell'ottantesimo genetliaco, ha perso il diritto di entrare in conclave ed ha cessato di essere membro dei dicasteri della Curia romana, in conformità all'art. II § 1-2 del motu proprio Ingravescentem Aetatem, pubblicato da papa Paolo VI il 21 novembre 1970.
Dopo la rinuncia di papa Benedetto XVI, per via dell'età non ha potuto prendere parte al conclave del 2013, che si è concluso con l'elezione al soglio pontificio del cardinale Jorge Mario Bergoglio, arcivescovo metropolita di Buenos Aires, con il nome di Francesco.
È morto il 22 dicembre 2023, all'età di 93 anni, a Waikanae. In seguito ai funerali celebrati dall'arcivescovo Paul Gerard Martin il 28 dicembre presso la chiesa di Santa Teresa nel distretto di Karori a Wellington, è stato sepolto nel cimitero locale.

## Genealogia episcopale e successione apostolica
La genealogia episcopale è:
- Cardinale Scipione Rebiba
- Cardinale Giulio Antonio Santori
- Cardinale Girolamo Bernerio, O.P.
- Arcivescovo Galeazzo Sanvitale
- Cardinale Ludovico Ludovisi
- Cardinale Luigi Caetani
- Cardinale Ulderico Carpegna
- Cardinale Paluzzo Paluzzi Altieri degli Albertoni
- Papa Benedetto XIII
- Papa Benedetto XIV
- Papa Clemente XIII
- Cardinale Marcantonio Colonna
- Cardinale Giacinto Sigismondo Gerdil, B.
- Cardinale Giulio Maria della Somaglia
- Cardinale Carlo Odescalchi, S.I.
- Cardinale Costantino Patrizi Naro
- Cardinale Serafino Vannutelli
- Cardinale Domenico Serafini, Cong. Subl. O.S.B.
- Cardinale Pietro Fumasoni Biondi
- Arcivescovo Filippo Bernardini
- Cardinale Norman Thomas Gilroy
- Cardinale Peter Thomas McKeefry
- Vescovo Owen Noel Snedden
- Cardinale Thomas Stafford Williams

La successione apostolica è:
- Vescovo Peter James Cullinane (1980)
- Vescovo John Basil Meeking (1987)
- Cardinale John Atcherley Dew (1995)